# Ur (ékírás)
A sumer UR szót alapértelmezésben általában „kutya” jelentéssel fordítják. Az ékírásban 𒌨. Poliszemantikus, azaz többjelentésű szó, egyes szövegekben az értelmezése rendkívül nehéz lehet. Az UR szó jelentéseit S. N. Kramer, az Enmerkar és Aratta ura című eposz első szövegkiadója a „fighter man” alternatívával bővítette, és az eposzt ennek megfelelően fordította le. Dietz Otto Edzard a sumer személynevek elemzése során arra jutott, hogy az UR szó eredetileg egy személyre utaló határozatlan névmás volt („valaki, az illető”), innen került a személynevekbe személynévképzőként. A „kutya” jelentést viszont átvitték minden „rokon” állatra, így rendkívül sok ur-szótagot tartalmazó állatnév ismert. Ilyenek a házikutyák, mint az ur-sar-da (= szaluki), ismeretlen kutyafélék, mint az ur-idim (= üvöltő kutya), ur-gi7, ur-dib, kutyafélék, mint az ur-bar-ra (= farkas), egyéb ragadozók, mint az ur-maḫ, ur-gu-la, ur-nim (= oroszlán), ur-nim (= ragadozó).
Komoróczy Géza szerint az UR szóelemmé vált a későbbiekben, általános „állat” jelentéssel, majd egyes állatokat is egyszerűen UR néven neveztek, mint például a juhot, Dumuzi állatát.
Változatai:
- 𒌩 URBINGU, URBIĜU, URBIGU – harciasság (akkád šitnunu)
- 𒌨 UR – ő, ugyanaz, szobalány, női rabszolga, egy, megfelelő, mint (egy másik) (akk. amtu = rabszolganő, szobalány, ištēn = egy, mitḫāru = megfelelő, šû = ő), kutya, kutyafigura, játékkutya, oroszlán (akk. kalbu = kutya, labbu = oroszlán), ember (= akk. amēlu), szolga
- 𒌫 UR2 (ÚR, ÛR) – alap (fundamentum), gyökér, végtagok, fedél (akk. išdu = alap, bázis, mešrêtu = végtagok, sūnu; utlu = beborít, betakar, lefed), torok, a tábla lába
- – UR3 (ÙR, ŪR, GA2×NIR) – bőség, bőséges (akk. kapāšu), végigmegy, megtisztít, megver, elsöpör, húz (akk. bâ'u, kapāru = kenet, šabāţu = verés, takarítás), hám (= akk. naşmadu), tető (= akk. ūru), leállít, védelem (= akk. edēlu = leállít, csavar, kidinnu = védelem, védelmében) sütni
- 𒌴 UR4 – vonaglás (akk. arāru), összeszedni (= akk. baqāmu), összegyűjteni, gyűjtemény (= akk. ḫamāmu), összehozni (= akk. kapātu), betakarítani (= akk. eşēdu), kóborlás (akk. parāru = összekeverés, felbomlás)
- 𒄯 UR5 – dörzsölni (akk. kadādu), korlátozni, bebörtönözni (akk. pâdu), ő (= akk. šû), ugyanaz, szobalány, női rabszolga (= akk. amtu), egy (= akk. ištēn), megfelelő, (akk. mitḫāru), máj, derék (testrész), ömlesztett (akk. kabattu = máj, zsigerek, ummatu = derék), összeszedni, összegyűjteni, betakarítani, gyűjtemény (akk. baqāmu; eşēdu; ḫamāmu; kapātu), gyökér, alap, végtagok, befed (akk. išdu, mešrêtu, sūnu, utlu), szag (akk. eşēnu), sütni
- UR14 (GA2×MUNUS) – ?

Ur városának nevét az URIM2 vagy URIM5 jelekkel írták le, amelynek nincs köze az UR szó- és szótagjelekhez.